# Perth Glory FC
A Perth Glory FC egy 1995-ben alapított ausztrál labdarúgócsapat, melynek székhelye Nyugat-Ausztrália fővárosában, Perthben található és a legmagasabb osztályában az A-Leagueben szerepel. A Perth Glory egyike azoknak a kluboknak, akik túlélték a már megszűnt NSL bajnokságot. 8 évvel megalakulása után a 2005-06-os szezonban lépett be a A-Leaguebe. A klub hazai mérkőzéseit a NIB Stadiumban játssza, amely 20 441 fő befogadására képes.

## Jelenlegi keret
2021. augusztus 11-i állapotnak megfelelően.
| #  |     | Poszt | Név                                                             |
| -- | --- | ----- | --------------------------------------------------------------- |
| 5  | AUS | V     | Jonathan Aspropotamitis                                         |
| 6  | AUS | V     | Osama Malik                                                     |
| 8  | JPN | V     | Óta Kószuke                                                     |
| 9  | URU | CS    | Bruno Fornaroli                                                 |
| 10 | IRL | CS    | Andy Keogh                                                      |
| 11 | AUS | CS    | Joel Chianese (on loan from kölcsönben a Hyderabad csapataától) |
| 12 | AUS | K     | Cameron Cook                                                    |
| 13 | AUS | V     | Luke Bodnar                                                     |
| 17 | ESP | KP    | Diego Castro ()                                                 |
| 19 | AUS | KP    | Callum Timmins                                                  |
| 20 | AUS | CS    | Carlo Armiento                                                  |
| 21 | AUS | KP    | Bryce Bafford                                                   |
| 22 | AUS | V     | Joshua Rawlins                                                  |

| #  |     | Poszt | Név             |
| -- | --- | ----- | --------------- |
| 24 | AUS | KP    | Daniel Stynes   |
| 25 | AUS | V     | Nicholas Walsh  |
| 26 | AUS | KP    | Giordano Colli  |
| 28 | AUS | CS    | Trent Ostler    |
| 29 | CUR | V     | Darryl Lachman  |
| 31 | AUS | V     | Daniel Walsh    |
| 33 | AUS | K     | Liam Reddy      |
| 34 | AUS | V     | Mason Tatafu    |
| 38 | AUS | CS    | Ciaran Bramwell |
|    | AUS | V     | Aaron Calver    |
|    | AUS | V     | Jack Clisby     |
|    | AUS | K     | Brad Jones      |
|    | AUS | KP    | Brandon O'Neill |

## Sikerei
- National Soccer League : 3

1999-1900, 2001-02, 2003-04
- National Soccer League rájátszás: 2

2002-03, 2003-04

## Menedzserek
| Évek      | Név              |
| --------- | ---------------- |
| 1996–1999 | Gary Marocchi    |
| 1999–2001 | Bernd Stange     |
| 2001–2004 | Mich d'Avray     |
| 2005      | Steve McMahon    |
| 2006–2007 | Ron Smith        |
| 2007–2010 | Dave Mitchell    |
| 2010–2013 | Ian Ferguson     |
| 2013      | Alistair Edwards |
| 2013–2018 | Kenny Lowe       |
| 2018–2020 | Tony Popović     |
| 2020–     | Richard Garcia   |

## Csapatkapitányok
| Név              | Évek      |
| ---------------- | --------- |
| Gareth Naven     | 1996–2002 |
| Shaun Murphy     | 2003–2004 |
| Jamie Harnwell   | 2005–2007 |
| Simon Colosimo   | 2007–2008 |
| Jamie Coyne      | 2008–2009 |
| Jacob Burns      | 2009–2014 |
| Michael Thwaite  | 2014–2015 |
| Richard Garcia   | 2015–2016 |
| Rostyn Griffiths | 2016–2017 |
| Andy Keogh       | 2017–2018 |
| Diego Castro     | 2018–     |